# Campidoglio (Hartford)
Il Campidoglio di Hartford (in inglese Connecticut State Capitol) è la sede governativa dello Stato del Connecticut, negli Stati Uniti d'America.
Fu costruito tra il 1872 e il 1878 dall'architetto Richard Michell Upjohn in stile Eastlake.